# Кодава (мова)
Кодава — мова, що належить до дравідійської сімʼї. Поширена в Індії (штат Карнатака). Літературна мова побудована на основі північних говорів. Виходять радіо- і телепередачі, газети, фільми.

## Писемність
Кодава користується письмом каннада. Ця мова стала писемною порівняно недавно; до того часу вона була тільки усною.
Знаки для голосних
| Незалежний знак для голосного або дифтонга | Залежний знак для голосного або дифтонга | Транскрипція МФА |
| ------------------------------------------ | ---------------------------------------- | ---------------- |
| ಅ                                          |                                          | [a]              |
| ಆ                                          | ಾ                                         | [aː]             |
| ಇ                                          | ಿ                                         | [i]              |
| ಈ                                          | ೀ                                         | [iː]             |
| ಉ                                          | ು                                         | [u]              |
| ಊ                                          | ೂ                                         | [uː]             |
| ಎ                                          | ೆ                                         | [e]              |
| ಏ                                          | ೇ                                         | [eː]             |
| ಐ                                          | ೈ                                         | [ai]             |
| ಒ                                          | ೊ                                         | [o]              |
| ಓ                                          | ೋ                                         | [oː]             |
| ಔ                                          | ೌ                                         | [ou]             |

Знаки для приголосних
| Складовий знак | МФА    |
| -------------- | ------ |
| ಕ              | [ka]   |
| ಗ              | [ga]   |
| ಚ              | [t͡ʃa]  |
| ಛ              | [t͡ʃʰa] |
| ಜ              | [d͡ʒa]  |

| Складовий знак | МФА   |
| -------------- | ----- |
| ಟ              | [ʈa]  |
| ಡ              | [ɖa]  |
| ಣ              | [ɳa]  |
| ತ              | [ta]  |
| ಥ              | [tʰa] |

| Складовий знак | МФА  |
| -------------- | ---- |
| ನ              | [na] |
| ಪ              | [pa] |
| ಬ              | [ba] |
| ಮ              | [ma] |
| ಯ              | [ja] |

| Складовий знак | МФА  |
| -------------- | ---- |
| ರ              | [ra] |
| ಲ              | [la] |
| ವ              | [va] |
| ಸ              | [sa] |
| ಳ              | [ɭa] |

## Зображення
Наведено сторінки з книги elementary grammar of the Coorg language» [Архівовано 21 Травня 2008 у Wayback Machine.] (граматика кодава), де показане письмо каннада, пристосоване для цієї мови.